# Huppy
Huppy es una comuna francesa situada en el departamento de Somme, en la región de Alta Francia.

## Demografía
| 614 | 631 | 579 | 592 | 590 | 694 | 738 |
| Para los censos de 1962 a 1999 la población legal corresponde a la población sin duplicidades (Fuente: INSEE [Consultar]) |     |     |     |     |     |     |